# Patricio Andrés Graff
Patricio Graff (Rosario, 18 de novembre de 1975) és un futbolista argentí, que ocupa la posició de defensa.
Va començar al Rosario Central de la seua ciutat natal. El 1996 marxa a la lliga neerlandesa, per militar al Feyenoord i el Den Bosch. L'any 2000, recala a la competició espanyola, on milita a diversos equips de Primera i Segona Divisió.
El 2008 retorna a l'Argentina.